# Форкиды
Форки́ды (др.-греч. Φορκίδες) — несколько архаичных богинь и чудовищ древнегреческой мифологии, дочери Форкиса и Кето. К ним относятся грайи (Дейно, Энио и Пемфредо) и горгоны (Эвриала, Сфено и Медуза). Иногда к форкидам причисляются геспериды (Эгла, Эрифия, Геспера и Аретуса), Сцилла, Сирены, Тооса (мать циклопа Полифема) и дракон Ладон.
У Эсхила была не дошедшая до нас сатировская драма «Форкиды». Богиню Форкис упоминает Нонн.